# Christina Bacher
Christina Bacher (* 3. Januar 1973 in Kaiserslautern) ist eine deutsche Jugendbuchautorin und Journalistin. Sie ist seit 2006 Chefredakteurin der ältesten Straßenzeitung Deutschlands („Draussenseiter“) und – gemeinsam mit dem Historiker Martin Stankowski – Initiatorin des Sozialen Stadtrundgangs „Der doppelte Stadtplan“ in Köln.

## Leben
Christina Bacher studierte Germanistik und Europäische Ethnologie in Marburg, Bonn und Montpellier. Nach ihrem Studium arbeitete sie als Lektorin, PR-Beraterin und Pressesprecherin für Verlage, bevor sie sich zunehmend dem Schreiben von Jugendkrimis und Romanen widmete.
Zusammen mit dem Journalisten und Autor Ulrich Noller entwickelte sie für den Hessischen Rundfunk die Jugendkrimireihe „Bolle und die Bolzplatzbande“, die später als Buchreihe veröffentlicht wurde. Für die Konzeption und redaktionelle Leitung der Zeitschrift NIRI-NEWS für nierenkranke Kinder und ihre Familie im Auftrag der Nephrokids e.V. wurde sie 2009 mit dem Innovationspreis Behindertenpolitik der Stadt Köln ausgezeichnet.
Von August 2012 bis Mai 2014 arbeitete Bacher wie auch die Autorin Sabine Schiffner im Rahmen eines Stipendiums für ein Jahr im Scriptorium an der AntoniterCityKirche in der Kölner Innenstadt.
Im September 2013 war sie Stipendiatin von „Tatort Töwerland“ auf Juist. Zudem war sie in den Jahren 2013 und 2019 als Jurorin des Hans-Jörg-Martin Preises/Glauser-Preises tätig, der von der Autorenvereinigung SYNDIKAT für den besten Kinder- und Jugendkrimi verliehen wird. Im Juli 2020 wurde sie mit dem Sonderfonds der Kunststiftung NRW ausgezeichnet für ihre künstlerische Idee „Begrenzt – Entgrenzt – Ausgegrenzt. Den Ärmsten der Armen eine Stimme geben“. Zudem wurde sie im Dezember 2022 für ihre Tätigkeit bei dem Straßenmagazin Draussenseiter als „Journalistin des Jahres“ von dem renommierten Branchenmagazin medium magazin in der Kategorie „Chefredaktion regional“ (3. Platz) ausgezeichnet. Im Jahr 2023 kuratierte und moderierte sie das Lesefestival "Wir sind Möglichkeiten" während des Kunstfest Weimar im Auftrag des dortigen Deutschen Nationaltheaters (DNT). Ihr Theaterstück OHNE WORTE, das sie gemeinsam mit Engel&Esel-Produktionen entwickelt hat, wurde 2023 für den Kölner Kinder- und Jugendpreis der SK Stiftung nominiert. 2024 wurde ihr ein Stipendium für Kinder- und Jugendliteratur der Stadt Köln zugesprochen.
Christina Bacher lebt in Köln.

## Werke

### Bücher
- 111 Orte für Kinder in Köln, die man gesehen haben muss, Emons, Köln 2018, ISBN 978-3-7408-0332-2
- Hinkels Mord, KBV, Hillesheim 2020, ISBN 978-3-95441-522-9
- Die Letzten hier. Köln im sozialen Lockdown, Daedalus-Verlag, Münster 2021, ISBN 978-3-89126-267-2
- Ein Schiff für den Frieden. Rupert Neudecks mutiges Leben. Buchverlag L 100, Kempen 2022, ISBN 978-3-947984-17-6
- 111 Orte rund um Marburg, die man gesehen haben muss, Emons, Köln 2023, ISBN 978-3-7408-1225-6
- Toni träumt, Buchverlag Kempen, Kempen 2023,  ISBN 978-3965202993
- Hauptsache zusammen. 52 Mal Familienzeit, Naturgut Ophoven, Leverkusen 2023, ISBN 978-3-9816451-4-9

### Bolle und die Bolzplatzbande
- Band 1: Die Fahrradleiche, Bloomsbury Kinderbücher & Jugendbücher, Berlin 2008, ISBN 978-3-8270-5250-6
- Band 2: Der Elefantencoup, Bloomsbury Kinderbücher & Jugendbücher, Berlin 2008, ISBN 978-3-8270-5251-3
- Band 3: Der Brandanschlag, Bloomsbury Kinderbücher & Jugendbücher, Berlin 2008, ISBN 978-3-8270-5325-1
- Band 4: Der Rufmord, Bloomsbury Kinderbücher & Jugendbücher, Berlin 2009, ISBN 978-3-8270-5324-4
- Band 5: Die Castingfalle, Bloomsbury Kinderbücher & Jugendbücher, Berlin 2011, ISBN 978-3-8270-5460-9
- Band 6: Hai-Alarm!, Emons, Köln 2015, ISBN 978-3-95451-524-0
- Band 7: Das Römergrab, Emons, Köln 2017, ISBN 978-3-7408-0039-0

### Kurzgeschichten
- Der letzte Rabensteiner In: Grenzenlos ermitteln, Solo Gemeiner Nr. 5, 23 Rätsel-Krimis, Messkirch 2013, ISBN 978-3-8392-1452-7
- Engel im Schnee In: Tödliche Türchen: 24 Weihnachtskrimis aus Hessen, Leinpfad Verlag, Ingelheim am Rhein 2014, ISBN 3-942291-81-9
- Kirschbaumopfer In: Tödlicher Glühwein: 21 Weihnachtskrimis aus der Pfalz, Leinpfad Verlag, Ingelheim am Rhein 2014, ISBN 3-942291-80-0
- Endlich Ruhe In: Horus Delicti, Wellhöfer Verlag, Mannheim 2016, ISBN 978-3-95428-212-8
- Mein eigen Fleisch und Blut In: Die gruseligsten Orte in Köln, Gmeiner 2019, ISBN 978-3-8392-2454-0
- Mit dem Segen von oben In: Mords-Töwerland, Krimis von Juist, Gmeiner 2020, ISBN 978-3-8392-2610-0
- So groß die Angst In: Das Campen ist des Mörders Lust, KBV, 2020, ISBN 978-3-95441-519-9
- Überlebenstraining In: Grenzerfahrungen erzählen. Neue Kurzprosa für die Sekundarstufe II, Reclam-Verlag, Frankfurt 2022, ISBN 978-3-15-015091-7

### Krimikalender
- Jazz in Crime, Taschenkalender 2008, Münster/Westf., Daedalus 2007, ISBN 978-3-89126-208-5
- Tatort Türkei, Taschenkalender 2009, Münster/Westf., Daedalus 2008, ISBN 978-3-89126-209-2

### Mitherausgeberin Krimijahrbuch
- Krimijahrbuch 2007, NordPark-Verlag
- Krimijahrbuch 2008, NordPark-Verlag
- Krimijahrbuch 2009, Pendragon-Verlag

### Herausgeberin
- Köln trotz(t) Armut: Bestes vom Straßenmagazin DRAUSSENSEITER, Münster/Westf., Daedalus 2014, ISBN 3-89126-235-3
- SOKO Marburg-Biedenkopf, KBV, Hillesheim 2016, ISBN 978-3-95441-293-8
- Der doppelte Stadtplan - Geschichten über Armut und Reichtum. mitteldeutscher Verlag, 2019, ISBN 978-3-96311-258-4